# Мау Асам, Лисбет
Лисбет Эвелин Мау Асам (нидерл. Liesbeth Eveline Mau Asam; род. 9 апреля 1982) — нидерландская шорт-трекистка, двукратная призёр чемпионата Европы по шорт-треку. Участница зимних Олимпийских игр 2006 и 2010 года. 4-хкратная чемпион Нидерландов.

## Спортивная карьера
Лисбет Мау Асам родилась в городе Гаага, в семье отца с антильских островов и матери - голландки. Она с семьёй проживала в деревушке Ваубрюгге. В раннем возрасте Лисбет начала кататься на коньках и с детства занималась конькобежным сортом на базе клуба «Indoor Hardrij Club». 
В сезоне 1999/2000 годов Мау Асам дебютировала на юниорском чемпионате мира в Секешфехерваре, где заняла 42-е место в общем зачёте, а через год в  Варшаве вновь поднялась на 42-е место. Она выиграла свою первую бронзовую медаль Кубка мира в 2003 году в Солт-Лейк-Сити.
На зимних Олимпийских играх 2006 года в Турине Мау Асам стала единственной среди голландских шорт-трекисток, которая смогла пройти квалификацию в забеге на 1000 м. 
Мау Асам вернулась в январе 2008 года после грыжи межпозвоночного диска, из-за которой в 2007 году она не участвовала в соревнованиях. На чемпионате Европы в Вентспилсе с командой заняла 8-е место в эстафете, а в феврале выиграла чемпионат Нидерландов в общем зачёте.
Первую медаль на соревновании международного уровня Мау Асам выиграла в 2009 году на чемпионате Европы в Турине. В эстафете голландские конькобежки с результатом 4:28.943 завоевали бронзовые медали, уступив более высокие позиции соперницам из Германии (4:24.411 — 2-е место) и Венгрии (4:22.769 — 1-е место).
Последнюю медаль Мау Асам выиграла на чемпионате Европы в Дрездене 2010 года. В эстафете голландские конькобежки с результатом 4:18.263 вновь завоевали бронзовые медали, пропустив вперед соперниц из России (4:16.516 — 2-е место) и Германии (4:15.979 — 1-е место).
На зимних Олимпийских играх в Ванкувере Мау Асам в составе голландской команды в эстафете с результатом 4:16,120 заняла 4-е место. В забеге на 1000 м она была дисквалифицирована в отборочном раунде. После Игр 2010 года Лисбет решила, отчасти из-за постоянной травмы, бросить занятия спортом и сосредоточиться на общественной карьере.

## Личная жизнь
Лисбет Мау Асам окончила в 2010 годучастный институт Йохана Кройфа в степени бакалавра по специальности — менеджмент и туризм. Благодаря профориентации "Goud op de Werkvloer" Лисбет удалось найти работу после окончания спортивной карьеры. С 2014 по 2016 года числилась помощником совета директоров и менеджеров в Ассоциации дзюдо Нидерландов в Ньивегейне, параллельно до марта 2017 года работала промоутером по шорт-треку в спортивной компании Дордрехта. С марта 2016 года по настоящее время помощник по управлению и приему по координации в Лейденском университете Замужем за бывшим нидерландским шорт-трекистом — Кесом Юффермансом.